# Id Tech 3
Id Tech 3 (Друга назва Quake III Arena engine) — це ігровий рушій, розроблений програмістом Джоном Кармаком з компанії id Software.

## Історія
Рушій був створений програмістом Джоном Кармаком з нуля і використовувався в грі Quake III Arena, що вийшла в 1999 році.
Спочатку рушій носив ім'я Quake 3 Engine, проте з розробкою нового рушія компанії id Software, id Tech 4 і переходом на іншу схему найменування розроблених рушіїв, його стали називати id Tech 3. Рушій id Tech 3 не базується на id Tech 2 і був написаний з нуля. На момент виходу першої гри на даній технології, конкурентами рушія на ринку вважалися Unreal Engine першої та другої версії і перші версії рушіїв Lithtech.

### Відкриття початкових кодів і модифіковані версії
Після успішних років комерційного ліцензування, на QuakeCon 2005, Джон Кармак заявив, що незабаром станеться відкриття початкових кодів Quake III під ліцензією GNU GPL версії 2; відкриття початкових кодів рушія стало традицією компанії: раніше точно так само були відкриті вихідні коди попередніх рушіїв фірми. 19 серпня 2005 були опубліковані вихідні коди рушія гри (версія 1.32). Вихідний код можна завантажити з офіційного FTP-сервера.
Рушій id Tech 3 безліч разів піддавався різним удосконаленням: як сторонніми компаніями, які ліцензування його для своїх проєктів у той час, коли він був доступний у продажу, так і програмістами-ентузіастами — після відкриття вихідних кодів. Так, було випущено безліч так званих ФОРКОМ і модифікованих версій рушія. Один з рушіїв, заснованих на Quake 3 Engine — CRX, задіяний в безкоштовних шутерах Alien Arena. Група розробників Icculus також заявила про адаптацію рушія гри для різних платформ і внесення нових можливостей. Розвивається проєкт ioquake3.
Серія ігор Call of Duty (і ще кілька ігор, в числі яких Quantum Of Solace) використовують модифіковану версію рушія id Tech 3, створену Infinity Ward і названу IW Engine. За деякою інформацією, ще один рушій — Treyarch NGL, що використовувався в декількох іграх компанії Treyarch, також заснований на рушії Quake 3.
У версії рушія, що вийшла в 2005 році разом з вихідним кодом під ліцензією GNU General Public License, була відсутня велика частина програмного коду, який відповідав за роботу з файлами формату MD4, відповідальних за скелетну анімацію. Передбачається, що id Software так і не закінчила розробку даного формату, хоча майже всі ліцензіати рушія отримали свої власні системи скелетної анімації з того, що було зроблено. Компанія Ritual Entertainment використовувала можливості анімації MD4 в грі Heavy Metal: FAKK², самостійно допрацювавши у власному SDK базову підтримку MD4. Підтримка MD4 для id Tech 3 пізніше була доопрацьована людиною з псевдонімом Gongo (докладніша інформація про це файловому форматі присутній на його сайті).